# Acide nucléique à thréose
Pour les articles homonymes, voir ANT et TNA.
Un acide nucléique à thréose, désigné par son sigle ANT (ou TNA, de l'anglais Threose nucleic acid), est un polymère organique synthétique ayant la même conformation que l'ADN et l'ARN, mais qui en diffère par la nature du squelette de ses brins : alors que les acides nucléiques biologiques sont organisés le long d'une chaîne de riboses et de désoxyriboses (respectivement pour l'ARN et l'ADN), l'ANT est organisé le long d'une chaîne de thréoses associés par un lien phosphodiester.

Formule chimique du D-thréose.

Des hybrides ADN-ANT ont été obtenus in vitro avec de l'ADN polymérase. Dans la mesure où la molécule de thréose est plus simple à synthétiser que celle de ribose, il a été proposé que les ANT aient pu être porteurs de l'information génétique lors de l'apparition de la vie sur Terre. La difficulté de cette théorie reste d'expliquer pourquoi, dans ce cas, aucun organisme vivant connu n'utilise cette molécule dans son matériel génétique.